# Henri Farge
Pour les articles homonymes, voir Farge.
Henri Farge est un artiste peintre et graveur (aquafortiste, aquatintiste et sur bois) français né à Paris 8e le 1er janvier 1884. Il vécut à Paris, successivement rue des Vignes, rue de Lille, avenue de Versailles, enfin rue des Plantes. Il est mort à Créteil le 13 décembre 1970.

## Biographie
Henri Auguste Élysée Farge est le fils de l'architecte Laurent Farge dont le nom reste associé à la construction d'immeubles parisiens (le no 23 bis, rue Dufrenoy en 1890, les no 4-6, rue Desbordes-Valmore en 1895) et de l'hôtel de ville de Trouville-sur-Mer en 1911. Baptisé en l'église Saint-Augustin, Henri est successivement élève du Lycée Carnot de Paris et du Lycée Michelet de Vanves.

### Le jeune mathématicien
Quoique remarqué au Lycée Michelet par son professeur de dessin qui le fait travailler à part, c'est sa réputation d'élève brillant en tout, de « bête à concours » qui l'emporte dans l'immédiat sur sa vocation artistique: cinq fois envoyé au Concours général (mathématiques, chimie, géométrie, histoire, géographie), il passe ses baccalauréats avec mention et est admis en 1902 à l'École polytechnique.
Promis à une carrière de « grand matheux », Henri Farge quitte pourtant le giron familial pour s'installer en toute indépendance dans un modeste atelier du boulevard Raspail. Il poursuit ses études à la Sorbonne, est un élève apprécié des mathématiciens Henri Poincaré et Émile Picard, se faisant assistant en mathématiques au Lycée Michelet afin de pourvoir aux nécessités alimentaires. Affecté au Génie, il effectue son service militaire à Versailles où il est chargé de conférences sur l'eau lourde auprès des jeunes officiers, bénéficiant d'une bienveillante libération anticipée pour finaliser ses études en Sorbonne et se trouver en 1906 muni de trois licences.

### Entrée dans le monde littéraire et artistique
Henri Farge rejoint alors le cercle des jeudis littéraires qu'anime au Bar de la Paix (à proximité de l'Opéra Garnier et du Café de la Paix) Paul-Jean Toulet, y retrouvant entre autres Edmond Jaloux, Eugène Marsan, Jacques Boulenger, François Fosca, Jean Giraudoux, et surtout celui qui restera son ami, Jean-Louis Vaudoyer. Dans ce contexte, Henri Farge écrit, lui aussi: on cite un livret publié en 1912 et aujourd'hui introuvable, Enquête sur la jeunesse, la peinture - Les artistes, dont il est l'auteur. Marié à Madeleine, d'origine genevoise - « une toute petite femme très bien faite, aux grands yeux bleus » remarquera Rainer Maria Rilke qui la croisera à Venise - ils partent ensemble en 1912 en Italie où le couple se lie d'amitié avec Henri de Régnier, et où notre jeune artiste étudie les « grands anciens » tout en préparant son exposition de décembre 1912 chez Eugène Druet, précisément sur le thème de Venise et de l'Italie. De son côté, plus tard, en 1927, Henri de Régnier dédiera ses Contes vénitiens à Madeleine Farge.

### Guerre 1914-1918,La Roumanie douloureuse
La Première Guerre mondiale envoie le lieutenant d'artillerie Henri Farge dans les Carpathes: avec la mission Berthelot, il débarque à Arkhangelsk pour rejoindre, en traversant la Russie du nord au sud, l'armée roumaine au combat contre les Allemands. De cet épisode difficile, il fait mémoire au travers d'une suite d'estampes et de lavis intitulés La Roumanie douloureuse, souvenirs. L'ambassadeur de France en Roumanie, le Comte de Saint-Aulaire, initiateur par son accord avec Ferdinand Ier (roi de Roumanie) de la mission Berthelot, se souviendra dans ses mémoires de Henri Farge qu'un temps après la guerre il garde auprès de lui à la Légation de Iași.

### Peintre et graveur
Revenant à Paris, notre artiste s'installe rue des Vignes. Sa peinture et ses monotypes, exposés en juin 1920 à la Galerie Devambez, s'orientent déjà vers ce qui demeurera l'un de ses thèmes récurrents: les Quais de la Seine, les perspectives qu'ils offrent sur les ponts de Paris, leur animation restituée par les mouvements de foules, leurs bouquinistes ou leurs personnages pittoresques saisis sur le vif (La folle du Pont des Arts). À partir de 1923, Henri Farge fait partie du cercle d'artistes (avec Pierre Brissaud, Edgar Chahine, Jean Droit, Tsugouharu Foujita et Alméry Lobel-Riche) qui travaillent étroitement avec Édouard Chimot, nouveau directeur artistique des Éditions d'art Devambez, à l'enrichissement par la gravure d'ouvrages littéraires. Après un voyage aux États-Unis en 1924 - il y rencontre Bernard Boutet de Monvel dont il restera l'ami - il part pour Constantinople afin de documenter son illustration par l'eau-forte, en 1926 chez Devambez, de L'homme qui assassina, roman de Claude Farrère. Il illustre ensuite un autre livre situé de même à Constantinople, Aziyadé de Pierre Loti.
Henri Farge « fait preuve dans sa peinture d'un don très vif d'observation, décrivant des scènes pittoresques » qui demeurent un « témoignage des époques et des lieux qui les ont inspirées ». Il est de fait à Paris acteur la vie mondaine: « chroniqueur de son temps, il est de toutes les fêtes,de toutes les expositions et de tous les spectacles. Il aime le monde. Partout, il est reçu avec enthousiasme et il est fêté. Il reçoit écrivains et artistes, les sorties n'altérant pas son ardeur au travail: ses carnets, ses croquis laissent deviner sa ténacité et son souci de ne rien laisser au hasard ».
On dit que c'est la montée de l'École de Paris, en laquelle il ne se reconnaît pas, qui le fait se retirer dans la solitude de son atelier où, malgré les visites d'un fidèle ami et admirateur, Jean Carzou, il tombe dans l'oubli jusqu'à la dispersion de son atelier à l'Hôtel Drouot en juin 1984, treize ans après son décès. Cependant, « Grand, élancé, désinvolte et racé, les yeux bleus, une chevelure blonde et rebelle, d'une élégance raffinée, il gardera jusqu'à ses derniers jours l'allure d'un personnage de la Belle Époque. Il demeure une des figures hautes en couleur de la société parisienne de son temps ».

## Œuvre

### Lavis
- La Roumanie douloureuse - souvenirs, vingt-cinq planches.

### Dessins
- Paul-Jean Toulet sur son lit de mort, 6 septembre 1920, dessin 24 × 28 cm, reproduit en fac-similé dans le livre de Henri Martineau La vie de Paul-Jean Toulet, co-édition Le Divan Paris - Clouzot Niort, 1921[10].

### Peintures
- Portraits : Jos Hessel[11], Édith Piaf.
- Vues de Paris: le Pont du Carrousel, Le Pont des Arts, Les bouquinistes sur les quais, scènes de music-hall, scènes des salons de peinture.
- Souvenirs de voyages: vues de Venise (Canaux, Basilique Saint-Marc, Caffè Florian), Istanbul (le Bosphore, la Corne d'Or, Le cimetière turc, La mosquée), New-York, l'Année sainte à Rome (1950).
- Vues de Deauville (1925).

### Ouvrages bibliophiliques
- Paul Verlaine, Les Amies - six sonnets consacrés aux amours saphiques, sept planches hors-texte dessinées par Henri Farge et gravées par Léon Marotte, 25 exemplaires numérotés sur papier Japon, 200 exemplaires numérotés sur papier vélin d'Arches, Éditions A. Messein, 1921.
- Eugène Marsan, Les cannes de M. Paul Bourget et le bon choix de Philinte, petit manuel de l'homme élégant suivi de portraits en référence, dessins de Henri Farge gravés par Georges Aubert, Éditions Le Divan, Paris, 1923[12].
- Johan Ludvig Runeberg (préface du Baron Ernest Seillière), Nadeschda - Scènes de la vie russe, cinq eaux-fortes et neuf bois gravés de Henri Farge, Éditions G. Servant, 1924.
- Voltaire, Contes en vers et premiers contes en vers , eaux-fortes à l'aquatinte de Henri Farge, 302 exemplaires, Éditions L. Delteil, Paris, 1925.
- Claude Farrère, L'homme qui assassina, quinze eaux-fortes dont sept hors-texte en couleurs par Henri Farge, Éditions d'art Devambez, Paris, 1926.
- Pierre Loti, Aziyadé, vingt-deux aquarelles, dont un frontispice et cinq culs-de-lampe de Henri Farge reproduites aux pochoirs par Saudé, 225 exemplaires numérotés, Éditions André Plicque, 1928.

### Revues illustrés
- Différents auteurs dont Émile Herriot et Tristan Klingsor, Le recueil pour Ariane ou le pavillon dans un parc, no 7, printemps 1913, gravures de Jean de Bosschère, André Dunoyer de Segonzac, Henri Farge, Marie Laurencin, Roger de La Fresnaye, dont 81 exemplaires numérotés sur verger de Hollande Van Gelder, impression sur les presses de l'Édition Romane, 40, rue des Mathurins, Paris[13].
- Collaboration à Monsieur - Revue des élégances, à partir de la création de la revue en 1920.
- Robert de Beauplan, Tourisme et automobile, compositions de Henri Farge, Revue L'Illustration, octobre 1934[14].

## Expositions

### Expositions personnelles
- Galerie Druet, décembre 1912, décembre 1913.
- Galerie Goupil, Paris, avril 1914.
- Galerie Devambez, Paris, juin 1920, décembre 1923[15].
- La peinture, la politique, le monde et la mode, 1926-1933 - Monotypes, pastels et estampes de Henri Farge, Galerie Durand-Ruel, mai 1933.
- Monotypes by Henri Farge, Durand-Ruel Galleries, New-York, 1933, 1944.
- Galerie Piermever, Paris, janvier 1969, mai 1969.
- Galerie 34 Matignon, Paris, avril 1970.
- Claude Robert, commissaire-priseur, vente de l'atelier Henri Farge, Hôtel Drouot, Paris, 18 juin 1984[16].

### Expositions collectives
- Salon de la Société nationale des beaux-arts, Paris, non daté[9].
- Salon de l'Araignée, Paris, mai 1924[17].
- Salon des Tuileries, Paris, 1927[18].
- The fifteenth international water color Exhibition - Water colors, pastels, drawings and monotypes (Hermine David, Jean Dufy, Henri Farge, Jean Lurçat, Aristide Maillol, Jules Pascin, Georges Rouault, André Dunoyer de Segonzac, Paul Signac, Henri Vergé-Sarrat, Maurice de Vlaminck), Art Institute of Chicago, mars-mai 1936[19].
- Foreign water colours (Vilmos Aba-Novák, Léon Bakst, Muirhead Bone, Anto Carte, Hermine David, Jean Dufy, Raoul Dufy, Willy Eisenschitz, Henri Farge), Texas Centennial Exposition (en), Fair Park, Dallas, juin-novembre 1936[20].
- Salon des artistes français, dont 1966[9].

## Réception critique
- « Dans les sujets qu'il choisit et qu'il traite, Henri Farge emploie ses doubles qualités d'élégance et de solidité. L'amitié pourrait contredire dans l'occasion la liberté de notre jugement, mais ces derniers ouvrages nous offrent à coup sûr le bonheur d'un beau voyage en Italie. Ce n'est pas là le voyage d'un exalté ou d'un pédant, partant avec des emphases toutes faites ou des théories préconçues, mais le voyage d'un artiste aussi sensible qu'avisé, très français (puisque ce mot est à la mode), que la beauté touche d'une façon naturelle et qui se laisse joyeusement guider par elle, dans l'endroit du monde où elle s'est le mieux révélée. » - Jean-Louis Vaudoyer[5]
- « Il avait peint Édith Piaf alors qu'elle n'était encore que la môme Piaf. Il l'avait devinée et l'avait déjà placée dans la ville où elle devait triompher. Tout est de la même veine chez cet imagier de la rue parisienne, qu'il s'agisse du Quai aux Fleurs, du Pont Neuf ou de la Folle du Pont des Arts. » - R.W. de Cazenave[21]
- « Henri Farge est un peintre aux multiples facettes. Dans la gravure, Henri Farge, chroniqueur de la vie parisienne, partage le don de la grâce avec Jean Émile Laboureur .Il y a dans leur art un souci d'élégance très particulier qui reflète leur personnalité. Tous deux ont eu la réputation d'être dandy. Leur vertu commune est la finesse du trait. L'un et l'autre se veulent aimables mais sans aucune concession à la frivolité. Ils pratiquent l'eau-forte et la pointe sèche avec un égal bonheur. Dans l'aquarelle, Farge emprunte à Gavarni une écriture alerte et gracieuse. Tous deux ont personnifié à merveille l'esprit parisien de leur charmante époque de danseuses et de demi-mondaines. On les a d'ailleurs traités l'un et l'autre de "Gavroche de l'art". Dans la peinture, au contraire, Farge se rapproche de la profondeur de vision et de la puissance d'expression de Daumier. La palette d'Henri Farge, à la pâte dense et torturée, aux couleurs sombres et mordorées, peut faire songer aux grands peintres de mœurs du XIXe siècle. » - Claude Robert[22]

## Prix et distinctions
- Médaille d'argent, Salon des artistes français, 1966[9].

## Collections publiques

### France
- Musée Lambinet, Versailles, Autoportrait, peinture.
- Département des estampes et de la photographie de la Bibliothèque nationale de France, Divergences, estampe.
- Fonds national d'art contemporain, Puteaux, dont dépôts:
  - Ministère de l'éducation nationale, Paris, Danseuse, dessin.
  - Palais de justice de Vannes, Les quais au Pont Neuf, peinture.
- Médiathèque intercommunale Pau-Pyrénées, Pau, Paul-Jean Toulet sur son lit de mort, dessin[10].

### Canada
- Musée des beaux-arts du Canada, Ottawa.

### États-Unis
- Davis Gallery, Houghton House, Hobart and William Smith Colleges (en), Geneva (New York), La folle de l'armistice, 1918-1919, gravure[23].
- Clark Art Institute, Williamstown (Massachusetts), Illustration pour un conte de Voltaire, gravure à l'aquatinte, 1925[24].
- Hampshire College Art Gallery (Hampshire College (en), Five College Museums/Historic Deerfield (en)) Amherst (Massachusetts), Ponte della Guglia, Ponte Santi, Ils écoutent la musique... au Lavens, estampes[25].

## Collections privées
- Samuel Loti-Viaud, Aziyadé.
- James Bergquist, Les contes de Voltaire..
- Edward C. Crossett, estampes.